# Www.matapa.nu
www.matapa.nu är en cd-skiva av Fredrik Lindström. Skivan innehåller utdrag ur olika liveframträdanden i ståuppkomik som han gjorde på Mosebacke i Stockholm våren 1999.

## Låtlista
1. Åh, en kändis!
2. Välgörenhet och narkomaner
3. Livet i tv-branschen
4. Knasalmanackan
5. Min svåra barndom
6. Det perfekta förhållandet
7. Språkforskaren
8. Enmansutredaren
9. Jag, en poet
10. Spritfest
11. Ute i världen
12. Manlig beredskap
13. Sexuella avvikare